# Wadi Fukin
Wadi Fukin, en arabe : وادي فوقين, est un village du gouvernorat de Bethléem en Palestine, situé à 8 km au sud-ouest de Bethléem, en Cisjordanie.
Selon le recensement du bureau central palestinien des statistiques, la localité compte une population de 1 342 habitants en 2017.
La colonie israélienne de Betar Illit, fondée en 1985, a été construite en partie sur des terres palestiniennes confisquées du village de Wadi Fukin (ou Foquin),.
Les flots d'eaux usées de Betar Illit contaminent les terres agricoles du village palestinien voisin de Wadi Fukin, selon des sources de 2006, 2012, 2013 et 2016.